# NGC 4449
NGC 4449 (ou Caldwell 21) est une petite galaxie irrégulière magellanique rapprochée et située dans la constellation des Chiens de chasse. NGC 4449 a été découverte par l'astronome germano-britannique William Herschel en 1788.

## Caractéristiques
La classe de luminosité de NGC 4449 est V-VI et elle présente une large raie HI. Elle renferme également des régions d'hydrogène ionisé.

### Distance
Sa vitesse par rapport au fond diffus cosmologique est de 425 ± 16 km/s.
NGC 4449 a été utilisée par Gérard de Vaucouleurs comme une galaxie de type morphologique IB(s)m dans son atlas des galaxies,.
La vitesse radiale de 207 km/s de cette galaxie est trop faible pour qu'on puisse lui appliquer la loi de Hubble-Lemaître pour calculer sa distance qui donnerait un résultat de 6,28 ± 0,50 Mpc (∼20,5 millions d'al). Cependant, une quinzaine de mesures non basées sur le décalage vers le rouge (redshift) ont été réalisées et la moyenne de celles-ci donne une distance un peu moins grande, soit 3,875 ± 0,682 Mpc (∼12,6 millions d'al). Notons que c'est avec la valeur moyenne des mesures indépendantes, lorsqu'elles existent, que la base de données NASA/IPAC Extragalactic Database calcule le diamètre d'une galaxie.

### Galaxie à sursaut de formation d'étoiles

Le sursaut de formation d'étoiles dans NGC 4449 est bien visible sur cette photographie du télescope spatial Hubble.

NGC 4449 est une galaxie à sursaut de formation d'étoiles. Le taux élevé de formation d'étoiles dans NGC 4449 proviendrait d'interactions avec des galaxies voisines. En 2012, deux petites galaxies en interaction avec NGC 4449 ont été découvertes,. L'une d'elles est une galaxie naine avec une très faible brillance de surface. Cette galaxie fortement perturbée a la même masse que le halo de NGC 4449, mais son ration matière noire/matière ordinaire est de 5 à 10 fois plus grand que celui de NGC 4449. De plus, on y observe un amas globulaire très aplati qui présente deux queues de jeunes étoiles qui pourraient constituer le noyau d'une galaxie riche en gaz. Les deux galaxies ont apparemment été démembrées par NGC 4449 et sont maintenant en voie d'être absorbées,.

## Morphologie
En utilisant le radiotélescope d'Effelsberg, des astronomes ont découvert que NGC 4449 est entourée d'une très vaste région d'hydrogène neutre dont l'étendue est d'au moins 75 minutes d'arc, soit près de 14 fois plus grand que le diamètre optique de la galaxie. Cette enveloppe montre des distorsions et des irrégularités provenant probablement des interactions avec des galaxies voisines.
Cette galaxie est semblable à une galaxie satellite de la Voie lactée, le Grand Nuage de Magellan (GNM), mais elle n'est pas aussi vaste et aussi brillante en raison de son plus grand éloignement. Par contre, sa luminosité est 1,4 fois supérieure à celle du GNM. Comme le GNM, elle est dotée d'une barre et elle a plusieurs amas de jeunes étoiles bleues. Cependant, à la différence du GNM, NGC 4449 est une galaxie à sursaut de formation d'étoiles. En fait, on retrouve des sursauts dans l'ensemble de la galaxie et son taux de formation d'étoiles est le double de celui du GNM. Plusieurs étoiles massives et de jeunes amas ouverts sont dispersés dans la galaxie,. L'un de ces amas est au centre de la galaxie.

## Groupe de M106 et M101
La base de données NASA/IPAC indique que NGC 4449 est peut-être une galaxie du champ, c'est-à-dire qu'elle n'appartient pas à un amas ou un groupe, mais elle se retrouve selon deux sources dans des groupes de galaxie,.
Selon A.M. Garcia, la galaxie NGC 4449 fait partie d'un groupe de galaxies qui compte au moins 24 membres, le groupe de M106 (désigné comme NGC 4258 dans l'article de A.M. Garcia). Les autres membres du New General Catalogue de ce groupe sont NGC 4144, NGC 4242, NGC 4248, NGC 4258, NGC 4460, NGC 4485, NGC 4490, NGC 4618, NGC 4625 et NGC 4736. La galaxie IC 3687 ainsi que 12 galaxies du Uppsala General Catalogue (UGC) complètent le groupe.
D'autre part, dans un article publié en 1998, Abraham Mahtessian indique que NGC 4449 fait partie d'un groupe plus vaste qui compte plus de 80 galaxies, le groupe de M101. Plusieurs galaxies de la liste de Mahtessian se retrouvent également dans d'autres groupes décrits par A.M. Garcia, soit le groupe de NGC 3631, le groupe de NGC 3898, le groupe de M109 (NGC 3992), le groupe de NGC 4051, le groupe de M106 (NGC 4258) et le groupe de NGC 5457.
Plusieurs galaxies des six groupes de Garcia ne figurent pas dans la liste du groupe de M101 de Mahtessian. Il y a plus de 120 galaxies différentes dans les listes des deux auteurs. Puisque la frontière entre un amas galactique et un groupe de galaxie n'est pas clairement définie (on parle de 100 galaxies et moins pour un groupe), on pourrait qualifier le groupe de M101 d'amas galactique contenant plusieurs groupes de galaxies.

## Amas de la grande Ourse et superamas de la Vierge
Les groupes de M101 et de M106 dont partie de l'amas de la Grande Ourse, l'un des amas galactiques du superamas de la Vierge.